# ساینس (مجله)

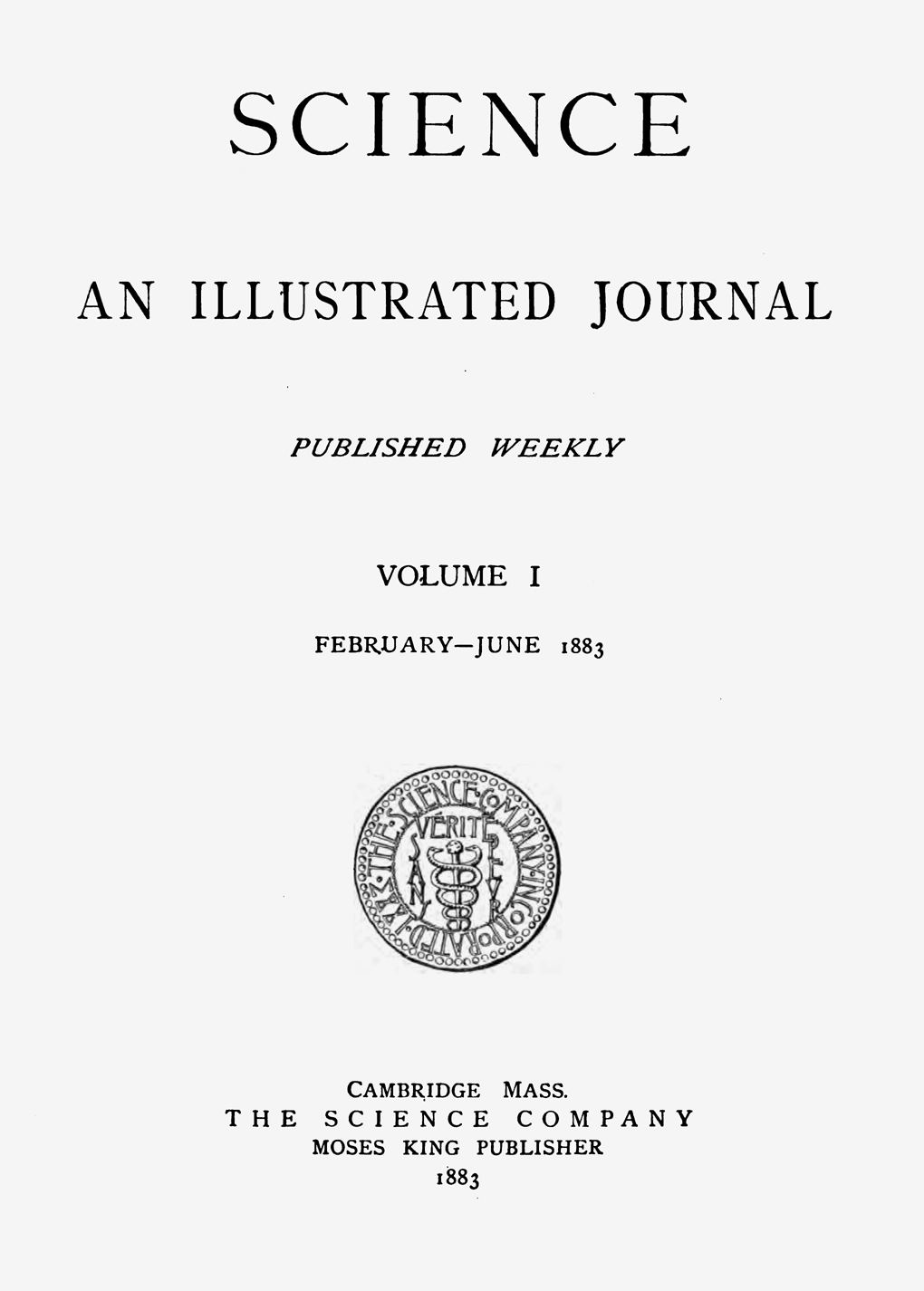
جلد مجله در سال ۱۸۸۳

ساینس یا مجلهٔ ساینس (به انگلیسی: Science) تأسیس ۱۸۸۰ یک نشریه هفتگی جامع علمی آمریکایی و یکی از برترین مجلات دانشگاهی جهان است.
اولین بار در سال ۱۸۸۰ منتشر شد، در حال حاضر به صورت هفتگی منتشر می‌شود و تعداد مشترکان آن حدود ۱۳۰۰۰۰ نفر است. از آنجایی که اشتراک‌های سازمانی و دسترسی آنلاین به مخاطبان بیشتری خدمت می‌کنند، تعداد خوانندگان آن بیش از ۴۰۰۰۰۰ نفر تخمین زده می‌شود.
این نشریه چاپ انجمن پیشبرد علوم آمریکا می‌باشد.
Science در واشینگتن، دی سی، ایالات متحده مستقر است و دفتر دوم آن در کمبریج، انگلستان است.